# Pierre Allasœur
Pierre Allasœur (ou Allasseur), né le 28 février 1731 à Saint-Pierre-le-Moutier et mort le 13 octobre 1806 à Mornay-sur-Allier, est un juge et un homme politique français.

## Biographie
Il est le fils de Charles Allasseur, conseiller au bailliage et présidial de Saint-Pierre-le-Moûtier (qualité attestée entre 1731 et 1758), et d'Anne Madeleine Lignier. En 1748, sa sœur, Claire Allasseur, épouse Joseph Durye, greffier en chef au bureau des finances de Moulins. Lui-même est receveur au grenier à sel de Saint-Pierre-le-Moûtier quand il se marie dix ans plus tard avec Hyacinthe Jeanne Bergeron. 
Il est juge au tribunal du district de Sancoins au moment de son élection comme député du Cher à la Convention, avec 235 voix sur 325 votants.
Il siège avec les modérés de la Plaine. Tout au long de la législature, il ne parait qu'une seule fois à la tribune, en janvier 1793, au moment du procès du roi. Votant pour l'appel au peuple, il se prononce contre la mort et pour la réclusion, argumentant sa décision en ces termes : « Pour établir mon opinion, j'ai consulté l'histoire. Rome chassa ses rois et eut la liberté ; César fut assassiné par Brutus et eut un successeur ; les Anglais immolèrent leur tyran mais bientôt ils rentrèrent dans les fers qu'ils venaient de briser. Je pense donc que, pour établir la paix, Louis doit être enfermé jusqu'à la paix, et à cette époque, banni. »
Conservateur et opposé aux excès, il vote pour la mise en accusation de Marat le 17 avril 1793. Un mois plus tard il se prononce en faveur de la Commission des Douze établie par la Gironde.
Après la session de la Convention, Allasœur est élu en l'an IV juge auprès du tribunal de la Cour de cassation du Cher.
Il meurt en 1806 à l'âge de 75 ans.

## Sources
- Ressource relative à la vie publique :   - Base Sycomore
- « Pierre Allasœur », dans Adolphe Robert et Gaston Cougny, Dictionnaire des parlementaires français, Edgar Bourloton, 1889-1891 [détail de l’édition]
- Jean Baptiste Robert, Vie politique de tous les députés à la Convention nationale, 1814